# Federación Lituana de Fútbol
La Federación Lituana de Fútbol (LFF) (en lituano: Lietuvos Futbolo Federacija ) es el organismo rector del fútbol en Lituania, con sede en Vilna. Organiza el campeonato de Liga A Lyga y de Copa de Lituania, así como los partidos de la selección nacional.
Fue fundada en 1922 y en una primera etapa estuvo afiliada a la FIFA desde 1923 hasta la anexión del país a la Unión Soviética en 1940. Tras la desintegración soviética, en 1991 nuevamente se afilió a la FIFA y en 1992 fue admitida por vez primera en la UEFA. 
Anualmente entrega el premio Futbolista lituano del año, que en las últimas ediciones ha distinguido a:
- 2005: Deividas Šemberas (PFC CSKA Moscú)
- 2006: Tomas Danilevičius (AS Livorno Calcio)